# 米格利托斯

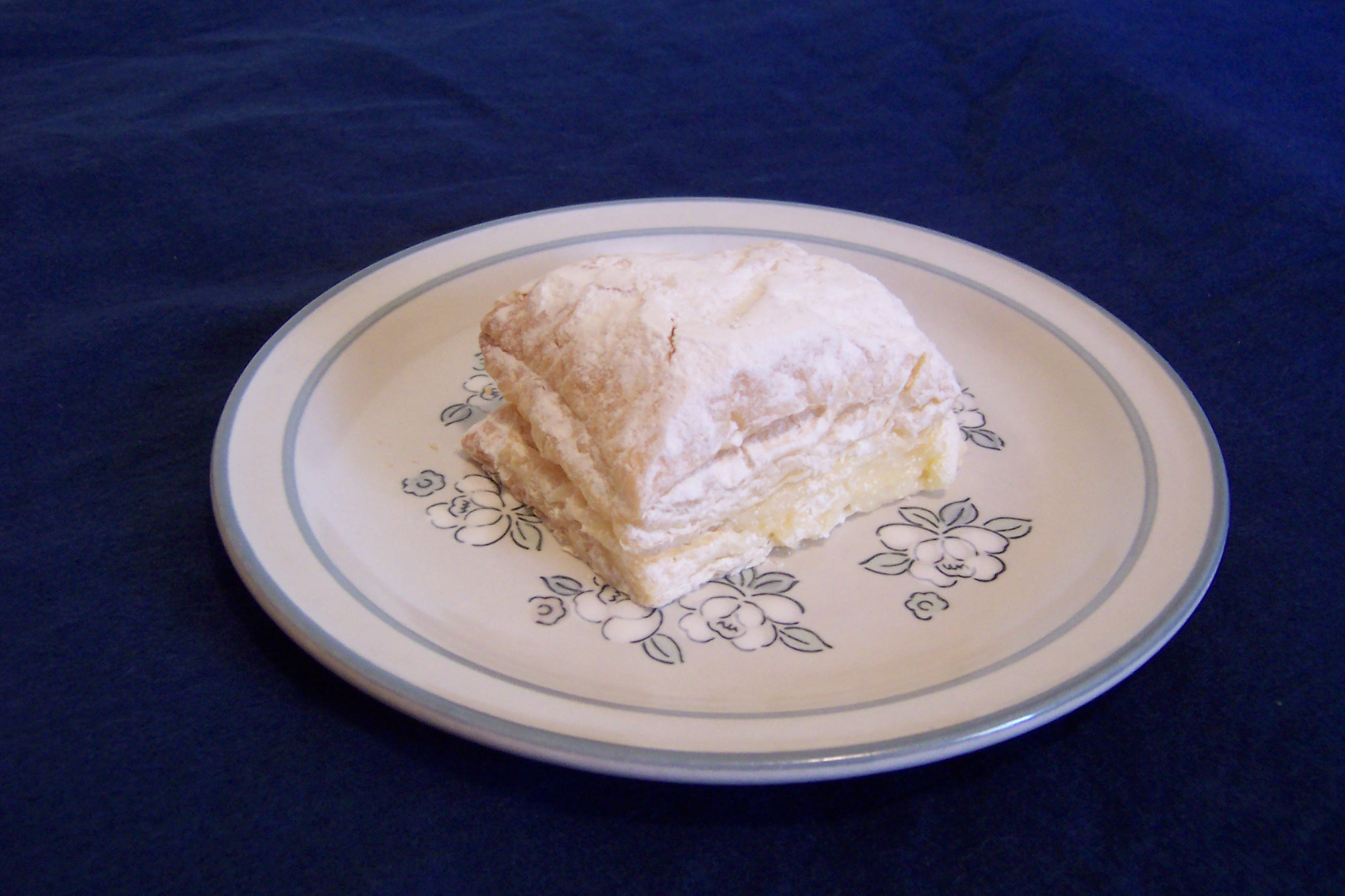
拉羅達的米格利托斯

米格利托斯（西班牙語：Miguelitos）是西班牙阿爾瓦塞特省及卡斯蒂利亚-拉曼恰地区拉罗达的一种传统小吃，一种奶油蛋糕。用精制面粉擀成薄饼，搅拌奶油，然后洒在上面。在阿尔巴塞特赶集时，人们要售出千万张米格利托斯，习惯上与咖啡，蜂蜜和苹果酒一同食用。

## 链接
https://web.archive.org/web/20100125111208/http://www.albacity.org/recetas/miguelitos.htm (kastile)